# Mesaegle
Mesaegle là một chi bướm đêm thuộc họ Erebidae.